# Isar (Burgos)
Isar és un municipi de la província de Burgos a la comunitat autònoma de Castella i Lleó. Forma part de la comarca d'Alfoz de Burgos. Inclou les pedanies de Palacios de Benaver, Cañizar de Argaño i Villorejo.

## Demografia
| 1991 | 1996 | 2001 | 2004 |
| ---- | ---- | ---- | ---- |
| 425  | 436  | 420  | 385  |